# Вільний та безтурботний
«Вільний та безтурботний» (англ. Free and Easy) — американська кінокомедія 1930 року з Бастером Кітоном в головній ролі.

## Синопсис
Головний герой, менеджер переможниці конкурсу краси маленького містечка Гофер-сіті штату Канзас, приїжджає разом з нею і її напористою істеричною матусею до Голлівуду. Але замість красуні зірками стають її мати і її менеджер.

## У ролях
- Бастер Кітон — Елмер
- Аніта Пейдж — Ельвіра
- Тріксі Фріґанза — мати
- Роберт Монтґомері — Ларрі
- Фред Нібло — директор НІбло
- Едгар Діарінг — офіцер
- Лайонел Беррімор — режисер